# 愛爆音樂
愛爆音樂（英語：All About Music），是香港唱片公司TVB Music Group旗下的音樂廠牌，於2021年成立，所屬歌手大部分出身自無綫電視歌唱選秀節目《聲夢傳奇》。

## 公司動向

### 2021年
- 7月9日：電視廣播有限公司助理總經理（藝員管理及發展）樂易玲表示所有《聲夢傳奇》第一季學員已簽無綫電視經理人合約及星夢娛樂歌手合約。[1]
- 9月20日：《聲夢傳奇》第一季總冠軍炎明熹推出首支個人單曲《真話的清高》[2]，為首位學員推出個人單曲，正式出道。惟當時愛爆音樂仍未成立，歌曲發行及宣傳均由星夢娛樂負責。[3]
- 10月10日：旗下女歌手鍾柔美推出無綫電視劇集《青年心城之撐起青春》主題曲《不想輕躺》，是愛爆音樂首位為劇集獻唱歌曲的女歌手。
- 10月29日：星夢娛樂正式成立旗下新音樂廠牌「愛爆音樂 All About Music」，專門管理《聲夢傳奇》參賽者的音樂工作，其中第一季亞軍姚焯菲推出首支個人單曲《原來談戀愛是這麼一回事》[4]則成為廠牌旗下首位歌手推出派台歌曲，正式出道。[5]
- 11月27日：旗下女歌手炎明熹、姚焯菲、鍾柔美、詹天文組成女子組合After Class，並推出首支團歌《要為今日回憶》[6]，以組合名義出道。[7]
- 12月12日：旗下女歌手鍾柔美推出無綫電視劇集《青春本我》插曲《傻人》。

### 2022年
- 1月11日：旗下男歌手冼靖峰推出首支個人單曲《一個人的幸運》[8]，正式出道，成為旗下首位男歌手推出派台歌曲。[9]
- 1月16日：旗下女歌手姚焯菲推出無綫電視劇集《青春本我》插曲《靈魂伴侶》[10]。
- 1月30日：旗下女歌手炎明熹推出無綫電視劇集《青春本我》插曲《複雜》[11]。
- 2月4日：旗下女歌手鍾柔美推出首支個人單曲《Breakin' My Heart》[12]，正式出道，成為首位以After Class成員名義推出個人單曲的女歌手。[註 1][13]
- 4月19日：旗下男歌手張馳豪推出無綫電視劇集《十八年後的終極告白2.0》主題曲《色彩背面》[14]，正式出道。
- 5月2日：旗下女歌手詹天文推出無綫電視劇集《雙生陌生人》片尾曲《再說我願意》。[15]
- 5月17日：旗下女歌手詹天文推出無綫電視外購劇集《尚食》片尾曲《愛情許可證》[16]，是愛爆音樂首位為外購劇獻唱歌曲的女歌手。
- 5月27日：旗下男歌手何晉樂推出首支個人單曲《無證騎士》[17]，正式出道。[18]
- 7月4日：旗下女歌手姚焯菲推出個人單曲《#BFF》；旗下女歌手炎明熹推出無綫電視劇集《回歸》主題曲《一水兩方》。
- 7月7日：旗下女歌手炎明熹推出個人單曲《最牽掛的》。
- 7月11日：旗下女歌手林君蓮推出首支由其包辦曲詞的個人單曲《N.F.T.》[19]，正式出道。[20]
- 7月23日：旗下女歌手炎明熹推出個人單曲《焰》。
- 9月5日：旗下女歌手潘靜文推出無綫電視外購劇集《夢華錄》片尾曲《明天開始》。
- 10月7日：旗下男歌手孫漢霖推出首支個人單曲《藍顏知己》，正式出道。
- 10月21日：旗下男歌手何晉樂推出無綫電視劇集《下流上車族》片尾曲《上車伴侶》。
- 11月4日：旗下女歌手鍾柔美推出個人單曲《wanna be close to u》。
- 11月18日：旗下女子組合After Class推出團歌《Not Givin' Up》。
- 11月21日：旗下女歌手炎明熹推出大家樂廣告主題曲《好想約你》。
- 11月26至27日：旗下歌手姚焯菲及張馳豪於旺角麥花臣場館舉辦《Chantel x Aska #LOMLive Concert》，為愛爆音樂首次主辦實體演唱會。[21]

### 2023年
- 2月6日：旗下女歌手詹天文推出無綫電視劇集《新四十二章》插曲《原來寂寞得多》。
- 2月15日：旗下女歌手文凱婷推出首支個人單曲《十秒限時》，正式出道。
- 2月25日：旗下女歌手潘靜文推出首支個人單曲《永遠潘朵拉》，正式出道。
- 3月6日：旗下男歌手張馳豪推出無綫電視劇集《隱形戰隊》主題曲《隱形火》。
- 3月8日：旗下男歌手張馳豪推出個人單曲《黑色素》。
- 3月14日：旗下女歌手炎明熹推出個人單曲《大開眼界》。
- 3月27日：旗下男歌手冼靖峰推出個人單曲《BUG FIX》。
- 3月31日：旗下女歌手詹天文推出首支個人單曲《沒有你的新學期》，正式出道。
- 4月10日：旗下女歌手炎明熹推出無綫電視劇集《法言人》片尾曲《戀愛這命題》。
- 4月14日：旗下女歌手姚焯菲推出個人單曲《小出走》。
- 4月17日：旗下女歌手詹天文推出無綫電視外購劇集《川內相親》片尾曲《得到快樂的勇氣》。
- 5月2日：旗下女歌手姚焯菲及男歌手張馳豪推出無綫電視劇集《川內相親》主題曲《氣泡青瓜》
- 5月14日：旗下女歌手林沚羿推出首支個人單曲《Take a break》，正式出道。
- 5月17日：旗下男歌手張馳豪推出個人單曲《傻瓜…不要緊》。
- 5月20日：旗下女歌手劉芷君推出首支個人單曲《浪漫候群症》，正式出道，成為首位推出個人派台歌曲的《聲夢傳奇2》參賽者。
- 6月8日：旗下男歌手林智樂推出首支個人單曲《忘記趁早》，正式出道。
- 6月28日：旗下女歌手炎明熹推出個人單曲《Little Magic》。
- 7月18日：旗下女歌手鍾柔美推出個人單曲《y2k還襯我麼？》，歌曲已於7月14日於903派台。[22]
- 7月18日：旗下女歌手姚焯菲推出個人單曲《這個姿態》，並於當日於903派台及首播。[23]
- 7月30日：旗下女歌手鍾柔美推出無綫電視劇集《寵愛Pet Pet》主題曲《寵寵》。
- 8月11日：旗下女歌手蔡愷穎推出首支個人單曲《好感的定義》，正式出道。
- 9月8日：旗下女歌手鍾柔美推出個人單曲《下一個暑假》。
- 9月29日：旗下男歌手何晉樂推出個人單曲《深感榮幸》。
- 10月3日：旗下女歌手林君蓮推出個人單曲《Why Are You Always Looking At Me》。
- 10月4日：旗下女歌手姚焯菲推出個人唱片，收錄單曲《這個姿態》，以及個人相集《ONe》，成為首位愛爆音樂旗下歌手推出個人唱片及相集。
- 10月7至8日：旗下女歌手炎明熹於九龍灣國際展貿中心Star Hall舉行首個個人演唱會《炎明熹Gi-FORCE演唱會》，成為首位愛爆音樂旗下歌手舉辦個人演唱會。
- 10月9日：旗下女歌手炎明熹推出個人單曲《Only For Me》。
- 10月16日：旗下女歌手詹天文推出無綫電視劇集《羅密歐與祝英台》主題曲《忘生記死》。
- 10月20日：旗下女歌手詹天文推出個人單曲《大雕刻家》。
- 11月10日：旗下男歌手林智樂推出個人單曲《澀谷駅前等》。
- 11月20日：旗下女歌手炎明熹推出無綫電視劇集《新聞女王》片尾曲《Crystal Clear》。
- 12月4日：聲夢傳奇第一季學員推出《聲夢飛行 WHAT WE BECOME LIVE 2023》演唱會主題曲《拼圖》。
- 12月8日：旗下男歌手林智樂推出無綫電視外購劇集《神探同盟》主題曲《未知探索》。

### 2024年
- 1月12日：旗下女歌手姚焯菲推出個人單曲《初心小島》。
- 1月29日：旗下男歌手冼靖峰推出無綫電視劇集《本尊就位》主題曲《本尊不是我》。
- 2月2日：原本所屬母公司星夢娛樂的女歌手吳若希首次在愛爆音樂廠牌下推出個人單曲《召喚絲》。
- 2月23日：旗下男歌手孫漢霖推出個人單曲《Over You》。
- 3月20日：旗下女歌手潘靜文推出個人單曲《傷魚座》。
- 3月25日：旗下男歌手何晉樂推出無綫電視外購劇集《命轉皇后》片尾曲《一早註定》。
- 4月1日：旗下男歌手張馳豪推出個人單曲《Dirty Rhythm》。
- 4月8日：旗下女歌手姚焯菲推出個人單曲《Dreamscape》。
- 4月26日：旗下男歌手林智樂推出個人單曲《年輪海》。
- 4月27日：為旗下歌手姚焯菲、張馳豪、潘靜文、林智樂及孫漢霖舉辦「All About Music新歌巡禮[24]」，介紹五位歌手新歌。
- 5月18日：旗下歌手張馳豪、潘靜文、林智樂於海洋公園 安盛怡慶坊舉辦《音樂出沒 First Jump》演唱會[25]。
- 6月17日：旗下女歌手鍾柔美推出個人單曲《Crack!》。
- 6月26日：旗下男歌手冼靖峰推出個人單曲《無意冒犯》。
- 7月5日：旗下女歌手姚焯菲與香港華納唱片旗下男歌手MC 張天賦跨唱片公司合作推出合唱單曲《誰能避開戀愛這事情》。
- 7月8日:旗下女歌手姚焯菲推出無綫電視劇集《愛回家之開心速遞》主題曲《這個家》。
- 7月15日：旗下女歌手詹天文推出個人單曲《麻煩彈開》。
- 7月19至20日：旗下歌手姚焯菲、鍾柔美及詹天文於旺角麥花臣場館舉辦《音樂出沒：Let's Play Together 演唱會》[26]。
- 7月26日：旗下男歌手黃奕斌推出首支個人單曲《currenT》，正式出道。
- 8月12日：旗下男歌手林智樂推出無綫電視劇集《法證先鋒6 倖存者的救贖》片尾曲《倖存》。
- 8月29日：旗下女歌手姚焯菲推出個人單曲《至少他不似你》。
- 9月23日：旗下女歌手吳若希推出無綫電視外購劇集《玫瑰的故事》主題曲《成長的證據》。
- 9月27日：旗下男歌手張馳豪推出個人單曲《宇宙逃生口》。
- 10月3日：旗下女歌手鍾柔美推出無綫電視劇集《企業强人》插曲《Come With Me》。
- 10月4日：旗下男歌手林智樂推出首支個人國語單曲《天使披着魔鬼風衣》，此曲為《年輪海》的國語版。
- 10月17日：旗下女歌手姚焯菲推出無綫電視節目《我們家的料理》主題曲《Will You Be My Lover》。
- 10月18日：旗下男歌手冼靖峰推出個人單曲《勇氣》。
- 10月25日：旗下男歌手黃奕斌推出個人單曲《LIT》。
- 11月8日：旗下女歌手鍾柔美推出個人單曲《Masterpiece》。
- 11月25日：旗下女歌手文凱婷推出無綫電視劇集《OPM》主題曲《都市傳說》。
- 12月2日：旗下男歌手孫漢霖推出無綫電視劇集《異空感應》主題曲《遇感》。
- 12月3日：旗下女歌手詹天文推出無綫電視劇集《異空感應》片尾曲《消失的你》。
- 12月20日：旗下男歌手張馳豪推出個人單曲《Happy By Myself》，此曲為《宇宙逃生口》的英語版。

### 2025年
- 2月14日:旗下女歌手文凱婷推出個人單曲《曖昧博奕論》。
- 2月14日:旗下男歌手林智樂推出無線電視劇集《奔跑吧！勇敢的女人們》插曲《終於走到現在》。
- 2月22日:旗下男歌手林智樂推出翻唱歌曲《完全因你》。
- 2月24日:旗下男歌手張馳豪推出個人單曲《Catch A Feeling》。
- 2月28日:旗下男歌手張馳豪推出無線電視外購劇集《大奉打更人》主題曲《劇本殺》。
- 3月17日:旗下男歌手何晉樂推出無線電視劇集《奪命提示》主題曲《前行吧》。
- 3月21日:旗下男歌手林智樂推出個人單曲《發夢的練習曲》。
- 3月29日:旗下女歌手鍾柔美及姚焯菲推出翻唱歌曲《女神》。
- 4月3日:旗下女歌手姚焯菲推出個人單曲《New Fantasy》。
- 4月12日:旗下女歌手詹天文推出個人單曲《一切都是有原因的》。
- 4月30日:旗下女歌手吳若希推出個人單曲《感激跟你能夠遇見》。
- 5月13日:旗下女歌手黃洛妍推出首支個人單曲《我們都是藝術品》，正式出道。
- 6月13日至6月22日:旗下女歌手姚焯菲(主演)及蔡愷穎(參與演出)於西九龍戲曲中心參演爆炸戲棚出品共十三場的音樂劇《三·八》，而該劇最受注目的是由無綫電視(TVB)及Viu TV藝人破天荒合演。
- 7月26日：旗下女歌手姚焯菲推出個人單曲《KMC》。

## 旗下藝人
| 男歌星      | 男歌星 | 男歌星 | 男歌星 |
| ----------- | ------ | ------ | ------ |
| 張馳豪      | 黃奕斌 | 冼靖峰 | 林智樂 |
| 何晉樂      | 孫漢霖 |        |        |
| 女歌星      |        |        |        |
| 姚焯菲      | 鍾柔美 | 詹天文 | 潘靜文 |
| 林君蓮      | 文凱婷 | 林沚羿 | 蔡愷穎 |
| 劉芷君      | 黃洛妍 | 吳若希 |        |
| 組合        |        |        |        |
| After Class |        |        |        |

## 過往藝人
| 愛爆音樂 | 愛爆音樂                 | 愛爆音樂 | 愛爆音樂 | 愛爆音樂 |
| -------- | ------------------------ | -------- | -------- | -------- |
| 女歌星   | 炎明熹 （轉至母公司TMG） |          |          |          |

## 旗下歌手唱片及其歌曲

### 派台作品
- 兼粗體為《903 專業推介》、《中文歌曲龍虎榜》、《新城勁爆流行榜》及《勁歌金榜》四台冠軍歌
- 為《中文歌曲龍虎榜》、《新城勁爆流行榜》及《勁歌金榜》三台冠軍歌
- TVB兩週冠軍為兩星期《勁歌金榜》冠軍歌
- TVB金曲金獎為勁歌金曲頒獎典禮金曲金獎得獎歌曲
- 新城播放指數歌曲為新城勁爆播放指數歌曲大獎得獎歌曲
- TVB電視歌曲為萬千星輝頒獎典禮最受歡迎電視歌曲得獎歌曲

#### 2020年代
| 群 星       | 青春本我電視劇原聲大碟 （合輯） | AAM0001 AAM0001L | CD: 2月14日CD第二版: 3月14日LP：7月18日 |                                        |                                  |               |                           |              |             |                      |                 |                                                    |              |        |             |
| 未推出      |                                 |                  |                                         |                                        |                                  |               |                           |              |             |                      |                 |                                                    |              |        |             |
| 姚焯菲      |                                 |                  |                                         | 原來談戀愛是這麼一回事 （TVB兩週冠軍） | 靈魂伴侶                         | #BFF          | 陽光空氣 （與張馳豪合唱） | 小出走       | 這個姿態    | 初心小島             | Dreamscape      | 誰能避開戀愛這事情（與張天賦合唱） （TVB兩週冠軍） | 至少他不似你 | 這個家 | New Fantasy |
| After Class |                                 |                  |                                         | 要為今日回憶                           | Not Givin' Up                    |               |                           |              |             |                      |                 |                                                    |              |        |             |
| 冼靖峰      |                                 |                  |                                         | 一個人的幸運                           | 是日運氣 （與毓麟合唱）          | BUG FIX       | 無意冒犯                  | 勇氣         |             |                      |                 |                                                    |              |        |             |
| 鍾柔美      |                                 |                  |                                         | Breakin' My Heart                      | wanna be close to u              | y2k還襯我麼？ | 下一個暑假                | Crack!       | Masterpiece | 女神（與姚焯菲合唱） |                 |                                                    |              |        |             |
| 張馳豪      |                                 |                  |                                         | 色彩背面                               | 陽光空氣 （與姚焯菲合唱）        | 黑色素        | 傻瓜...不要緊             | Dirty Rhythm | 宇宙逃生口  | Happy By Myself      | Catch A Feeling |                                                    |              |        |             |
| 何晉樂      |                                 |                  |                                         | 無證騎士                               | 深感榮幸                         |               |                           |              |             |                      |                 |                                                    |              |        |             |
| 林君蓮      |                                 |                  |                                         | N.F.T.                                 | Why Are You Always Looking At Me |               |                           |              |             |                      |                 |                                                    |              |        |             |
| 孫漢霖      |                                 |                  |                                         | 藍顏知己                               | Over You                         |               |                           |              |             |                      |                 |                                                    |              |        |             |
| 文凱婷      |                                 |                  |                                         | 十秒限時                               | 曖昧博奕論                       |               |                           |              |             |                      |                 |                                                    |              |        |             |
| 潘靜文      |                                 |                  |                                         | 永遠潘朵拉                             | 傷魚座                           |               |                           |              |             |                      |                 |                                                    |              |        |             |
| 詹天文      |                                 |                  |                                         | 沒有你的新學期                         | 大雕刻家                         | 麻煩彈開      | 一切都是有原因的          |              |             |                      |                 |                                                    |              |        |             |
| 林沚羿      |                                 |                  |                                         | Take a break                           |                                  |               |                           |              |             |                      |                 |                                                    |              |        |             |
| 劉芷君      |                                 |                  |                                         | 浪漫候群症                             |                                  |               |                           |              |             |                      |                 |                                                    |              |        |             |
| 林智樂      |                                 |                  |                                         | 忘記趁早                               | 澀谷駅前等                       | 年輪海        | 完全因你                  | 發夢的練習曲 |             |                      |                 |                                                    |              |        |             |
| 蔡愷穎      |                                 |                  |                                         | 好感的定義                             |                                  |               |                           |              |             |                      |                 |                                                    |              |        |             |
| 黃奕斌      |                                 |                  |                                         | Curren.T                               | LIT                              |               |                           |              |             |                      |                 |                                                    |              |        |             |
| 吳若希      |                                 |                  |                                         | 召喚絲                                 | 談戀愛(與丁 噹合唱）             | 成長的證據    | 感激跟你能夠遇見          |              |             |                      |                 |                                                    |              |        |             |
| 黃洛妍      |                                 |                  |                                         | 我們都是藝術品                         |                                  |               |                           |              |             |                      |                 |                                                    |              |        |             |

### 非派台作品

#### 2020年代
| 歌手           | 歌曲                    |
| 2022年         | 2022年                  |
| -------------- | ----------------------- |
| 張馳豪、潘靜文 | 你的晚安 我的早餐（國） |

## 愛爆音樂群星合唱歌曲
| 年份 | 歌曲                | 主唱 | 作曲   | 作詞   | 備註                   | 收錄專輯 |
| 2021 | All About Christmas | 炎明熹、姚焯菲、鍾柔美、冼靖峰、何晉樂、文凱婷、詹天文、潘靜文、張馳豪、林君蓮、林沚羿、蔡愷穎、孫漢霖、林智樂 | 不適用 | 不適用 | 合唱五首聖誕頌歌串燒曲 |          |

## 旗下歌手主唱的TVB主題歌曲

### TVB電視劇集及綜藝節目主題歌曲
- 以TVB節目[29]於翡翠台播放日為準。[30]
- 歌曲性質以劇集片尾列出為準。
- 兼粗體為為該節目第一主角或主持兼獨唱主題歌曲的愛爆音樂歌手
- 兼粗體為為該節目第一主角或主持兼演唱主題歌曲的愛爆音樂歌手之一
- 為該節目演員或主持的愛爆音樂歌手

| 年份 | 歌曲                                      | 主唱                                                                                           | 作曲                   | 填詞                          | 備註                                                 | 收錄專輯                 |  |
| 2021 | 不想輕躺                                  | 鍾柔美                                                                                         | 徐洛鏘                 | 楊 熙                         | TVB劇集《青年心城之撐起青春》主題曲                  |                          |  |
| 2021 | 青春本我                                  | 何晉樂、冼靖峰                                                                                 | 安哲逸                 | 安哲逸、李 敏、文凱婷、何晉樂 | TVB劇集《青春本我》主題曲                            | 《青春本我》電視原聲大碟 |  |
| 2021 | 快啲快啲                                  | 文凱婷、冼靖峰、張馳豪、林智樂、黃奕斌、林君蓮、蔡愷穎、何晉樂、潘靜文、孫漢霖、林沚羿、詹天文 | 嚴勵行                 | 李 敏、彭嘉維                 | TVB劇集《青春本我》插曲                              | 《青春本我》電視原聲大碟 |  |
| 2021 | 兄弟幫（Basketball Battle Dance Version） | 張馳豪、劉展霆                                                                                 | 張馳豪、冼靖峰、林君蓮 | 張馳豪                        | TVB劇集《青春本我》插曲                              |                          |  |
| 2021 | 自我推介（I Me Mine Myself）              | 鍾柔美、文凱婷、詹天文、林君蓮、潘靜文                                                         | 嚴勵行                 | 李 敏                         | TVB劇集《青春本我》插曲                              | 《青春本我》電視原聲大碟 |  |
| 2021 | 傻人                                      | 鍾柔美                                                                                         | 林君蓮                 | 李 敏、冼靖峰                 | TVB劇集《青春本我》插曲                              | 《青春本我》電視原聲大碟 |  |
| 2021 | 兄弟幫（BroMance Dance Version）          | 張馳豪、冼靖峰、何晉樂、劉展霆、李紹堅                                                         | 張馳豪、冼靖峰、林君蓮 | 張馳豪、彭嘉維                | TVB劇集《青春本我》插曲                              | 《青春本我》電視原聲大碟 |  |
| 2022 | 別難過（國）                              | 文凱婷、張馳豪                                                                                 | 張馳豪                 | 張馳豪                        | TVB劇集《青春本我》插曲                              | 《青春本我》電視原聲大碟 |  |
| 2022 | 靈魂伴侶                                  | 姚焯菲                                                                                         | 梁秉仁                 | 李 敏、何晉樂                 | TVB劇集《青春本我》插曲                              | 《青春本我》電視原聲大碟 |  |
| 2022 | 青春不要臉                                | 鍾柔美、詹天文、林沚羿、冼靖峰、張馳豪、黃奕斌                                                 | 徐洛鏘                 | 楊 熙                         | TVB劇集《青春不要臉》主題曲                          |                          |  |
| 2022 | #即影即友                                 | 炎明熹、姚焯菲、鍾柔美                                                                         | 彭嘉維                 | 彭嘉維                        | TVB劇集《青春本我》插曲                              | 《青春本我》電視原聲大碟 |  |
| 2022 | 複雜（國）                                | 炎明熹                                                                                         | 張馳豪、林君蓮         | 張馳豪                        | TVB劇集《青春本我》插曲                              | 《青春本我》電視原聲大碟 |  |
| 2022 | 夢想這信仰                                | 文凱婷、林君蓮、蔡愷穎、冼靖峰、何晉樂                                                         | 安哲逸                 | 蔡愷穎、冼靖峰                | TVB綜藝節目《聲夢JUNIOR》主題曲                      |                          |  |
| 2022 | 身份對調                                  | 何晉樂、孫漢霖                                                                                 | 徐洛鏘                 | 楊 熙                         | TVB劇集《雙生陌生人》主題曲                          |                          |  |
| 2022 | 再說我願意                                | 詹天文                                                                                         | 徐洛鏘                 | 楊 熙                         | TVB劇集《雙生陌生人》片尾曲                          |                          |  |
| 2022 | 愛情許可證                                | 詹天文                                                                                         | 劉易昇                 | 楊 熙                         | TVB外購劇《尚食》片尾曲                              |                          |  |
| 2022 | 色彩背面                                  | 張馳豪                                                                                         | 徐洛鏘                 | 楊 熙                         | TVB劇集《十八年後的終極告白2.0》主題曲               |                          |  |
| 2022 | 一生找到你                                | 潘靜文、孫漢霖                                                                                 | 張家誠                 | 楊 熙                         | TVB劇集《童時愛上你》主題曲                          |                          |  |
| 2022 | 一水兩方                                  | 炎明熹                                                                                         | 劉易昇                 | 楊 熙                         | 無綫電視「香港回歸25週年特別獻禮」劇集《回歸》主題曲 |                          |  |
| 2022 | 明天開始                                  | 潘靜文                                                                                         | 覃璵瞬                 | 楊 熙                         | TVB外購劇《夢華錄》片尾曲                            |                          |  |
| 2022 | 沒法等你                                  | 張馳豪                                                                                         | 張馳豪                 | 楊 熙                         | TVB台慶劇《美麗戰場》片尾曲                          |                          |  |
| 2022 | 一家人                                    | 林敏聰、文凱婷                                                                                 | 林敏聰                 | 林敏聰                        | TVB台慶劇《下流上車族》主題曲                        |                          |  |
| 2022 | 上車伴侶                                  | 何晉樂                                                                                         | 劉易昇                 | 楊 熙                         | TVB台慶劇《下流上車族》片尾曲                        |                          |  |
| 2022 | 一生何求                                  | 林智樂 （原唱陳百強）                                                                          | 王文清                 | 潘偉源                        | TVB台慶劇《下流上車族》插曲                          |                          |  |
| 2022 | 幸運是我                                  | 蔡愷穎 （原唱葉德嫻）                                                                          | 顧嘉煇                 | 鄭國江                        | TVB台慶劇《下流上車族》插曲                          |                          |  |
| 2023 | 原來寂寞得多                              | 詹天文                                                                                         | 曹 朗                  | 楊 熙                         | TVB劇集《新四十二章》插曲                            |                          |  |
| 2023 | 隱形火                                    | 張馳豪                                                                                         | 徐洛鏘                 | 楊 熙                         | TVB劇集《隱形戰隊》主題曲                            |                          |  |
| 2023 | 戀愛這命題                                | 炎明熹                                                                                         | 劉易昇                 | 張楚翹                        | TVB劇集《法言人》片尾曲                              |                          |  |
| 2023 | 氣泡青瓜                                  | 姚焯菲、張馳豪                                                                                 | 劉易昇                 | 楊 熙                         | TVB外購劇集《川內相親》主題曲                        |                          |  |
| 2023 | 得到快樂的勇氣                            | 詹天文                                                                                         | 劉易昇                 | 楊 熙                         | TVB外購劇集《川內相親》片尾曲                        |                          |  |
| 2023 | 似夢迷離                                  | 張振朗、潘靜文 （原唱林子祥）                                                                  | 林子祥                 | 潘偉源                        | TVB劇集《靈戲逼人》插曲                              |                          |  |
| 2023 | 白金升降機                                | 詹天文（原唱陳潔靈）                                                                           | 鮑比達                 | 林振強                        | TVB劇集《靈戲逼人》插曲                              |                          |  |
| 2023 | 寵寵                                      | 鍾柔美                                                                                         | 劉易升                 | 楊熙                          | TVB劇集《寵愛Pet Pet》主題曲                         |                          |  |
| 2023 | 抱著百年                                  | 林智樂、趙小婷                                                                                 | 劉易昇                 | 楊熙                          | TVB外購劇集《長風渡》主題曲                          |                          |  |
| 2023 | 忘生記死                                  | 詹天文                                                                                         | TY Terrence            | 楊熙                          | TVB劇集《羅密歐與祝英台》主題曲                      |                          |  |
| 2023 | Crystal Clear                             | 炎明熹                                                                                         | 江暉                   | 呂喬恩                        | TVB劇集《新聞女王》片尾曲                            |                          |  |
| 2023 | 未知探索                                  | 林智樂                                                                                         | TY Terrence            | 楊熙                          | TVB外購劇集《神探同盟》主題曲                        |                          |  |
| 2023 | Officially Missing You                    | 劉芷君（原唱Tamia）                                                                            | Marcus Vest            | Marcus Vest                   | TVB劇集《妳不是她》主題曲                            |                          |  |
| 2024 | 本尊不是我                                | 冼靖峰                                                                                         | 徐洛鏘                 | 楊熙                          | TVB劇集《本尊就位》主題曲                            |                          |  |
| 2024 | 一早註定                                  | 何晉樂                                                                                         | 劉易昇                 | 楊熙                          | TVB外購劇集《命轉皇后》片尾曲                        |                          |  |
| 2024 | 這個家                                    | 姚焯菲                                                                                         | 張家誠                 | 張美賢／張家誠                | TVB劇集《愛回家之開心速遞》主題曲 (由第2327集起)     |                          |  |
| 2024 | 倖存                                      | 林智樂                                                                                         | 陳玉彬                 | 寂杋                          | TVB劇集《法證先鋒6 倖存者的救贖》片尾曲              |                          |  |
| 2024 | 成長的證據                                | 吳若希                                                                                         |                        |                               | TVB外購劇集玫瑰的故事主題曲                          |                          |  |
| 2024 | Come With Me                              | 鍾柔美                                                                                         |                        |                               | TVB劇集《企業強人》插曲                              |                          |  |
| 2024 | Will You Be My Lover                      | 姚焯菲                                                                                         |                        |                               | TVB綜藝節目《我們家的料理》主題曲                    |                          |  |
| 2024 | 都市傳說                                  | 文凱婷                                                                                         |                        |                               | TVB劇集《OPM》主題曲                                 |                          |  |
| 2024 | 遇感                                      | 孫漢霖                                                                                         |                        |                               | TVB劇集《異空感應》主題曲                            |                          |  |
| 2024 | 消失的你                                  | 詹天文                                                                                         |                        |                               | TVB劇集《異空感應》片尾曲                            |                          |  |

### TVB動畫主題歌曲
| 年份 | 歌曲 | 主唱                           | 編曲   | 作詞   | 備註                                 | 收錄專輯 |
| 2021 | 夢   | 姚焯菲、鍾柔美、詹天文、文凱婷 | 葉肇中 | 余皓文 | TVB動畫《多啦A夢》主題曲；廖碧兒原唱 |          |

## 主辦旗下歌手演唱會及大型音樂會
| 日期                   | 演唱會名稱                                                         | 歌手                              | 場地               | 備註             |
| 2022年3月22日          | 《Concert Watch From Home》                                        | JW王灝兒*、姚焯菲、鍾柔美、詹天文 | 全球網上直播       | 音樂監製：伍仲衡 |
| 2022年11月26至27日     | 《中銀香港「理財TrendyToo」呈獻：Chantel x Aska #LOMLive Concert》 | 姚焯菲、張馳豪                    | 旺角麥花臣場館     | 音樂總監：T-Ma   |
| 2024年5月18日          | 《音樂出沒：First Jump 演唱會》                                    | 張馳豪、林智樂、潘靜文            | 香港海洋公園怡慶坊 |                  |
| 2024年7月19日至7月20日 | 《音樂出沒：Let's Play Together 演唱會》                           | 姚焯菲、鍾柔美、詹天文            | 旺角麥花臣場館     |                  |

^  注解*：母公司星夢娛樂旗下歌手。

### 圖片集
- 2024年7月19日，（左起）詹天文、姚焯菲、鍾柔美在《音樂出沒：Let's Play Together 演唱會》首場演唱會上演唱中

## 主辦非旗下歌手演唱會及大型音樂會
| 日期          | 演唱會名稱                      | 歌手                              | 場地         | 備註                              |
| 2022年4月14日 | 《金宵Concert Watch From Home》 | 陳山聰、譚嘉儀*、連詩雅*、胡鴻鈞* | 全球網上直播 | 音樂監製：蘇道哲 聲音導航：鄭子誠 |

^  注解*：母公司星夢娛樂旗下歌手。

## 外部連結
- YouTube上的愛爆音樂頻道
- 愛爆音樂的Facebook專頁
- 愛爆音樂的Instagram帳戶